# Parlamento da Jamaica
O Parlamento da Jamaica (Parliament of Jamaica) é a sede do  poder legislativo da Jamaica, é no formato bicameral composto da Câmara dos Representantes e do Senado.

## Câmara dos Representantes
A Câmara dos Representantes (House of Representatives) é a câmara baixa do parlamento, é composta de 63 representantes eleitos para mandatos de 5 anos pelo sistema majoritário.

## Senado
O Senado da Jamaica (Senate of Jamaica) é a câmara alta do parlamento, é composta de 20 senadores apontados pelo Governador-Geral da Jamaica sob sugestão do primeiro-ministro e do líder da oposição.